# Pianosonate nr. 10 (Beethoven)
Pianosonate nr. 10 in G majeur, op. 14 nr. 2, is een sonate voor piano, van Ludwig van Beethoven. Het stuk, dat tussen 1798 en 1799 geschreven is, duurt circa 15 minuten. Het is geschreven voor Josefa von Braun.

## Onderdelen
De sonate bestaat uit drie delen:
- I Allegro
- II Andante
- III Scherzo: Allegro assai

### Allegro
Dit is het eerste deel van de sonate. Het deel opent met een kort stuk met zestiende noten, dat door het hele stuk gebruikt wordt. Het staat in G majeur en heeft een lengte van circa 7 minuten.

### Andante
Dit is het tweede deel van de sonate. Het bestaat uit variaties op een thema. Net als het eerste en laatste deel lijkt dit stuk zacht te eindigen, maar eindigt echter plotseling met een fortissimo C majeur akkoord. Het stuk staat in C majeur en duurt circa 5 minuten.

### Scherzo: Allegro assai
Dit is het derde en laatste deel van de sonate. De maat van het stuk is 3/8. Ondanks de titel "Scherzo", heeft het stuk een rondovorm. Het stuk in G majeur eindigt op de laagste noot van de piano's uit Beethovens tijd en duurt circa 3 minuten.